# Beverino
Beverino är en kommun i provinsen La Spezia i regionen Ligurien i Italien. Kommunen hade 2 350 invånare (2018).